# Шляхова Садиба 9 км залізниці Луостарі-Нікель
Шляхова Садиба 9 км залізниці Луостарі-Нікель (рос. Путевая Усадьба 9 км железной дороги Луостари-Никель) — населений пункт у Печензькому районі Мурманської області Російської Федерації.
Населення становить 0 осіб. Орган місцевого самоврядування — Корзуновське сільське поселення.

## Населення
| 2002 | 2010 |
| ---- | ---- |
| 0    | →0   |